# Crna kutija
Crna kutija peti je studijski album riječke pop skupine E.N.I., kojeg 2011. godine objavljuje diskografska kuća Dallas Records.
Na albumu su surađivale s cijelim nizom reprezentativnih glazbenika, producenata i autora, kao što su njihovi stalni suradnici Vava i Dejan Orešković, zatim Neno Belan i Elvis Stanić, Matej Zec, Ljubica Gurdulić (Svadbas), grupa Sane, Marko Markovina, Srđan Sekulović - Skansi, Petar Beluhan i Vlado Mirčeta, te mnogi drugi.

## Popis pjesama
1. "Put po mom"
2. "Vodi me"
3. "Lijepa kao Sahara" (feat. Massimo Savić )
4. "Ostavljam ti usne"
5. "Krug"
6. "Crna kutija"
7. "Jezero od mlijeka"
8. "Polaroid"
9. "Bršljan"
10. "Mijenjam"